# Flavia Domitila

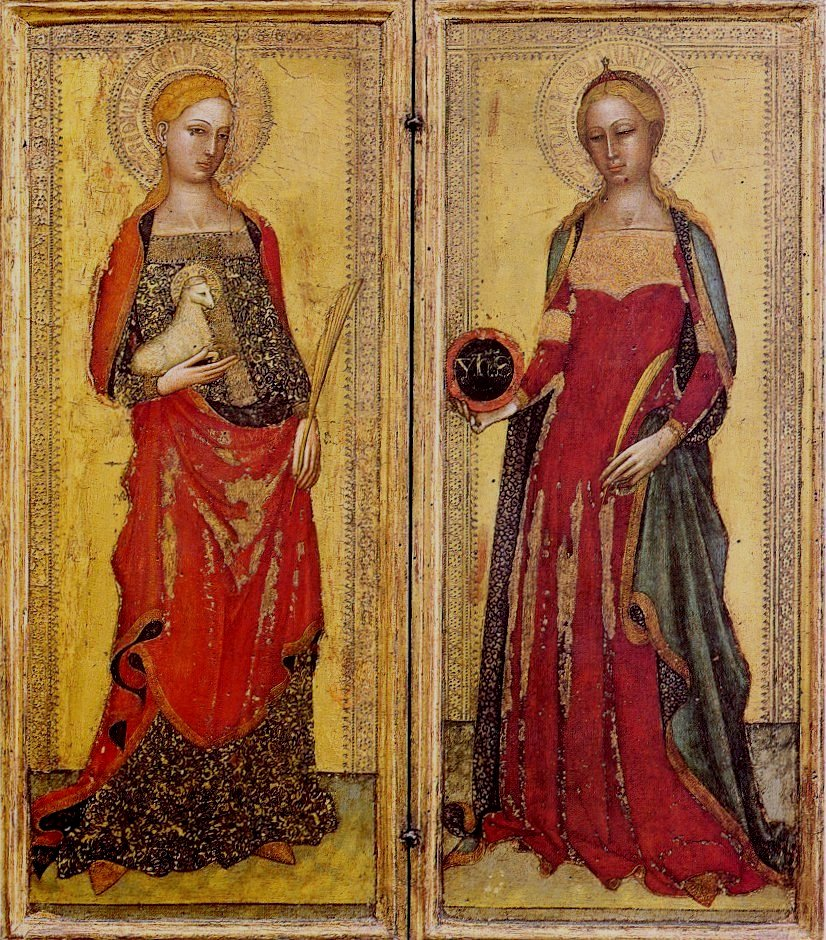
Andrea de Bonaiuto, Santa Inés y Santa Domitila (Galería de la Academia de Florencia).

Flavia Domitila  fue una dama romana del siglo I, miembro de la dinastía Flavia, hija de Domitila la Menor, nieta de Domitila la Mayor y del emperador romano Vespasiano y sobrina de los emperadores Tito y Domiciano. La Iglesia católica la conmemora como santa en su festividad el 7 de mayo.
Se discute si la Flavia Domitila mencionada por escritores cristianos de los siglos IV y posteriores sea la misma persona u otra.

## Sobrina de Domiciano, esposa de Flavio Clemente
Suetonio, nacido alrededor del año 70 y por eso contemporáneo de Domitila, no da ninguna información acerca de ella, aunque la menciona como una persona bien conocida por sus lectores, ya que en su obra Vidas de los doce césares, publicada probablemente hacia el año 121, afirma que el principal asesino del emperador Domiciano en el año 96 fue "Estéfano", administrador de Domitila".
Poco antes, en ese mismo libro, Suetonio narra que Domiciano "apenas esperó que Flavio Clemente, su primo hermano, saliese del consulado, para hacerle perecer por la más fútil sospecha, a pesar de ser hombre de notoria incapacidad, y a pesar de que había adoptado para sucesores a sus hijos, todavía niños, obligándolos a dejar sus nombres con este propósito, dando al uno el de Vespasiano y al otro el de Domiciano. Semejante crueldad contribuyó en gran manera a acelerar su fin". No menciona que Domitila, sobrina de Domiciano, era esposa de Flavio Clemente y madre de sus hijos adoptados por Domiciano. Esto lo sabemos por otras fuentes.
Quintiliano en el prefacio del libro IV de su Institutio Oratoria menciona que Domiciano le encomendó la instrucción de estos niños, nietos de su hermana Domitila la Menor.
Los hijos de Flavia Domitila y de Flavio Clemente eran siete, según una inscripción de Tatia Baucylis, nodriza de todos los siete.
Dión Casio, en su Historia romana, probablemente del año 202, proporciona mayor información sobre la muerte de Flavio Clemente: "Domiciano ejecutó, entre muchos otros, al cónsul en ejercicio Flavio Clemente, aunque era su primo y tenía por mujer a Flavia Domitila, pariente del emperador. Los dos fueron acusados de ateísmo, imputación por la que también muchos otros encallados en las costumbres de los judíos fueron condenados, los unos a muerte, los otros a la confiscación de sus bienes. Sin embargo Domitila fue sólo desterrada a Pandateria".

## Sobrina de Flavio Clemente
El obispo cristiano Eusebio de Cesarea, en su Historia eclesiástica escribe: "La enseñanza de nuestra fe resplandeció de tal manera en aquel tiempo que incluso escritores ajenos a nuestra creencia citaron la persecución y los martirios en sus historias. Incluso indicaron el tiempo preciso, refiriendo que en el año decimoquinto de Domiciano, en 96, Flavia Domitila, que era sobrina de Flavio Clemente, uno de los cónsules romanos aquel año, fue desterrado con muchos otros a la isla de Poncia por confesar a Cristo".
En otra obra, la Crónica, que sobrevive en una traducción hecha por Jerónimo de Estridón, Eusebio indica por nombre un escritor que da noticias semejantes a las de su Historia eclesiástica. Dice que, en el año dieciéis de Domiciano, en 96, en la Olimpiada 218, "Brutio escribe que bajo Domiciano muchísimos cristianos fueron martirizados, entre los cuales Flavia Domitila, sobrina de parte de su hermana del cónsul Flavio Clemente, exiliada a la isla de Ponza porque se declaró cristiana".
Hay muchos incertidumbres acerca de la identidad, y la religión, de este Brutio.
Jorge Sincelo, que murió después de 810, repitió el texto de la Crónica de Eusebio, mas añadió que Flavio Clemente murió por Cristo. Así Sincelo fue el primero en afirmar que este cónsul del siglo I era cristiano. Al citar Eusebio, Sincelo dice que Domitila era ἐξαδελφή de Flavio Clemente, palabra que puede también significar "prima" y no únicamente, como Jerónimo la interpretó, "sobrina".
Jerónimo, al escribir de la muerte en 404 de Paula de Roma, dice que en su viaje de Roma a Tierra Santa, esta piadosa viuda hizo una parada en la isla de Ponza, "hecha famosa por el exilio de Flavia Domitila, la más ilustre mujer de su época" y visitó "las células donde ella pasó un largo martirio".

## ¿Una o dos?
Son evidentemente contradictorias las informaciones dadas por Dión Casio y las de Eusebio sobre la Flavia Domitila desterrada por Domiciano. Según Dión Casio ella era esposa de Flavio Clemente, fue desterrada a la isla de Pandateria y se menciona en el contexto de personas "encalladas en las costumbres de los judíos". Según Eusebio, que atribuye sus informaciones a Bruttius, ella era sobrina de Flavio Clemente (hija de su hermana), el lugar del exilio fue la isla de Ponza y el motivo de su destierro fue haberse declarado cristiana.
Una leyenda del siglo V o VI, las Actas de los santos Nereo y Aquileo, documento del que se reconoce la falta de valor histórico, afirma inicialmente que Domitila era sobrina del emperador Domiciano, mas la presenta más tarde como sobrina del cónsul. Además, la presenta no como la Flavia Domitila de la inscripción de Tatia Baucylis, es decir como madre de siete hijos, sino como virgen cristiana consagrada, idea que no aparece ni en Eusebio ni en la citada carta de Jerónimo.
Algunos suponen que Dión Casio y Bruttius hablaban de dos distintas víctimas de Domiciano pertenecientes a la misma familia senatorial y llamadas cada una Flavia Domitila.
César Baronio (1538–1609) fue el primero en afirmar que existían estas dos Flavias Domitilas: en la antigüedad ningún autor habló así y Suetonio creía que sus lectores entenderían sin ambigüedad de quién hablaba cuando dijo que Estéfano era "administrador de Domitila".
Otros juzgan más probable que hubo una sola Domitila desterrada por Domiciano, y que hay errores en el texto de Dión Casio o de Eusebio o de ambos. Según ellos es posible, por ejemplo, que hubo confusión entre las islas geográficamente cercanas de Pandateria y Ponza.

## Culto en la Iglesia católica
En el siglo IX Flavia Domitila por primera vez es listada como santa. El martirologio de Floro de Lyon le dedica un largo elogio basado en el texto de las Actas de los santos Nereo y Aquileo y le asigna como fiesta el 7 de mayo, tal vez solo porque el Martyrologium Hieronymianum mencionaba en aquel día un san Flavio, y la menciona también el 12 de mayo, diciendo, de nuevo sobre la base de las mismas Actas, que Nereo y Aquileo, celebrados en ese día, eran sus eunucos. Lo mismo hace más brevemente el martirologio de Adón de Viena. El Martirologio de Usuardo copió el de Adón y a su vez fue copiado por el Martirologio romano de César Baronio, que creía en la leyenda de las Actas de los santos Nereo y Aquileo, y en 1595 hizo insertar en el calendario romano general el nombre de Domitilla junto con los de Nereo y Aquileo en la fiesta de estos, el 12 de mayo.
Desde entonces hasta la revisión de 2001, el Martirologio romano decía: "7 de mayo. En Tarracina de Campaña el triunfo de Santa Flavia Domitila, Virgen y Mártir, la cual siendo hija de una hermana de Flavio Clemente Cónsul, y consagrada a Dios por S. Clemente, que le había dado el Santo velo, en la persecución de Domiciano, por confesar a Jesucristo fue desterrada con otras muchas a la Isla Poncia, en donde padeció un largo martirio; últimamente volvió a Tarracina, y habiendo convertido a muchas gentes a la fe católica con su doctrina y milagros, por orden del Juez pusieron fuego al cuarto donde habitaba esta santa con sus compañeras Eufrosina, y Teodora Vírgenes, y allí acabó el curso de su glorioso martirio. Se le hace fiesta también con los Santos Mártires Nereo, y Aquileo el día doce de mayo".
El Breviario romano decía: "La virgen romana Flavia Domitila, sobrina de los emperadores Tito y Domiciano, después de recibir el sagrado velo de la virginidad de manos del bienaventurado Papa Clemente, fue acusada por su novio Aureliano, hijo del cónsul Tito Aurelio, de ser cristiana y fue desterrada por el emperador Domiciano a la isla de Ponza, donde padeció en prisión un prolongado martirio. Finalmente, llevada a Terracina, confesó a Cristo de nuevo y, bajo el emperador Trajano, dado que aparecía siempre más constante, se incendió por orden judicial su habitación y junto con sus hermanas de leche las vírgenes Teodora y Eufrósina acabó el curso de su glorioso martirio el día 7 de mayo. Los cuerpos de ellas fueron encontrados íntegros y fueron sepultados por el diácono Cesario. En este día [12 de mayo] los cuerpos de los dos hermanos [Nereo y Aquileo] y de Domitila fueron trasladados juntos de la diaconía de san Adrián y devueltos a la basílica de estos mártires, del títulus de Fascíola".
El aludido traslado de las reliquias fue organizado en 1597 con la máxima solemnidad por el cardenal Baronio.
Así, el Breviario romano del período tridentino decía que la santa mártir Flavia Domitila fue nieta de Vespasiano, en desacuerdo con el Martirologio romano del mismo período, que la llamó sobrina no de los emperadores Tito y Domiciano sino del cónsul Flavio Clemente.
El decreto de promulgación de la edición de 2001 del Martirologio romano dice: "De acuerdo con las disposiciones de la constitución Sacrosanctum Concilium del Concilio Vaticano II sobre la sagrada liturgia, "Devuélvase su verdad histórica a las pasiones o vidas de los santos" (art. 92 c), hay que someter al juicio de la disciplina histórica y tratar con más diligencia que en el pasado tanto los nombres de los santos registrados en el martirologio como sus elogios".
La edición actual del Martirologio romano no identifica la santa Domitila con la nieta de Vespasiano: en la fecha del 7 de mayo dice: "En Roma, conmemoración de santa Domitila, mártir, que, siendo hija de la hermana del cónsul Flavio Clemente, fue acusada durante la persecución bajo el emperador Domiciano de haber negado los dioses paganos y, por ello, por su fe en Cristo, junto con otros muchos cristianos fue desterrada a la isla de Ponza, en la que padeció un prolongado martirio".
Ya en 1969 fue retirado del Calendario romano general el nombre de Domitila insertado sólo en 1595 por el motivo que su culto no tiene en la tradición ningún fundamento. Por eso ella ya no se menciona el 12 de mayo, fiesta de los mártires soldados Nereo y Aquileo.

## Culto en la Iglesia ortodoxa
La Iglesia ortodoxa de Grecia celebra una santa Domitila el 12 de mayo y la identifica como nieta de Vespasiano. El Servicio Apostólico de la Iglesia (ortodoxa) de Grecia informa que Domitila vivió en Roma en el siglo I. Era esposa del cónsul Tito Flavio Clemente e hija de la hermana del emperador Domiciano. Murió mártir porque se negó a sacrificar a los ídolos.